# Mata utwardzająca
Mata utwardzająca – prefabrykowana, przenośna mata przystosowana do szybkiego łączenia dowolnej liczby jej segmentów w celu utworzenia powierzchni doraźnych dróg startowych, odcinków lądowania itp. Według nomenklatury NATO nazywana pierced (lub perforated) steel planking (PSP).

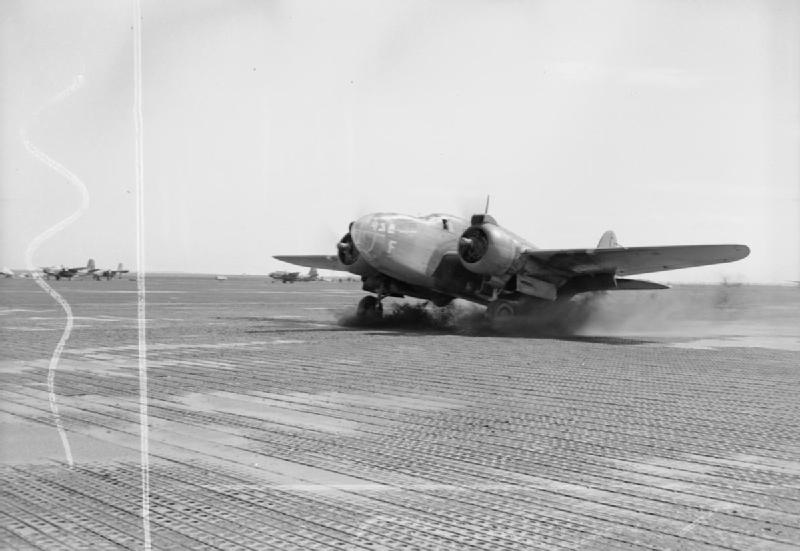
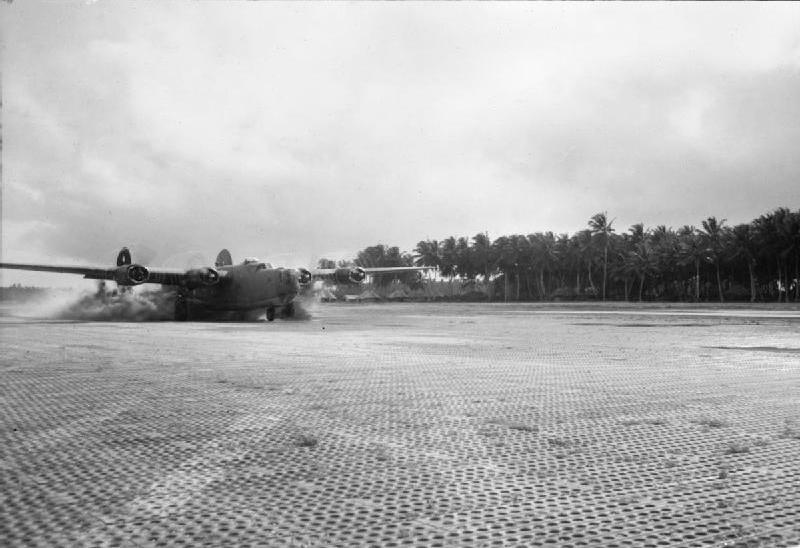